# موش‌های جنگلی فیلیپین
موش‌های جنگلی فیلیپین (نام علمی: Apomys) نام یک سرده از زیرخانواده نیاموشان است.